# Edward Drinker Cope
Pour les articles homonymes, voir Cope.
Edward Drinker Cope, né le 28 juillet 1840 à Philadelphie où il est mort le 12 avril 1897, est un paléontologue et un anatomiste américain.

## Biographie
Issu d'une famille quaker, il s'intéresse dès son jeune âge à l'histoire naturelle. Ainsi, il visite, à l'âge de six ans, le Muséum d'histoire naturelle de Philadelphie, qui le marque durablement.

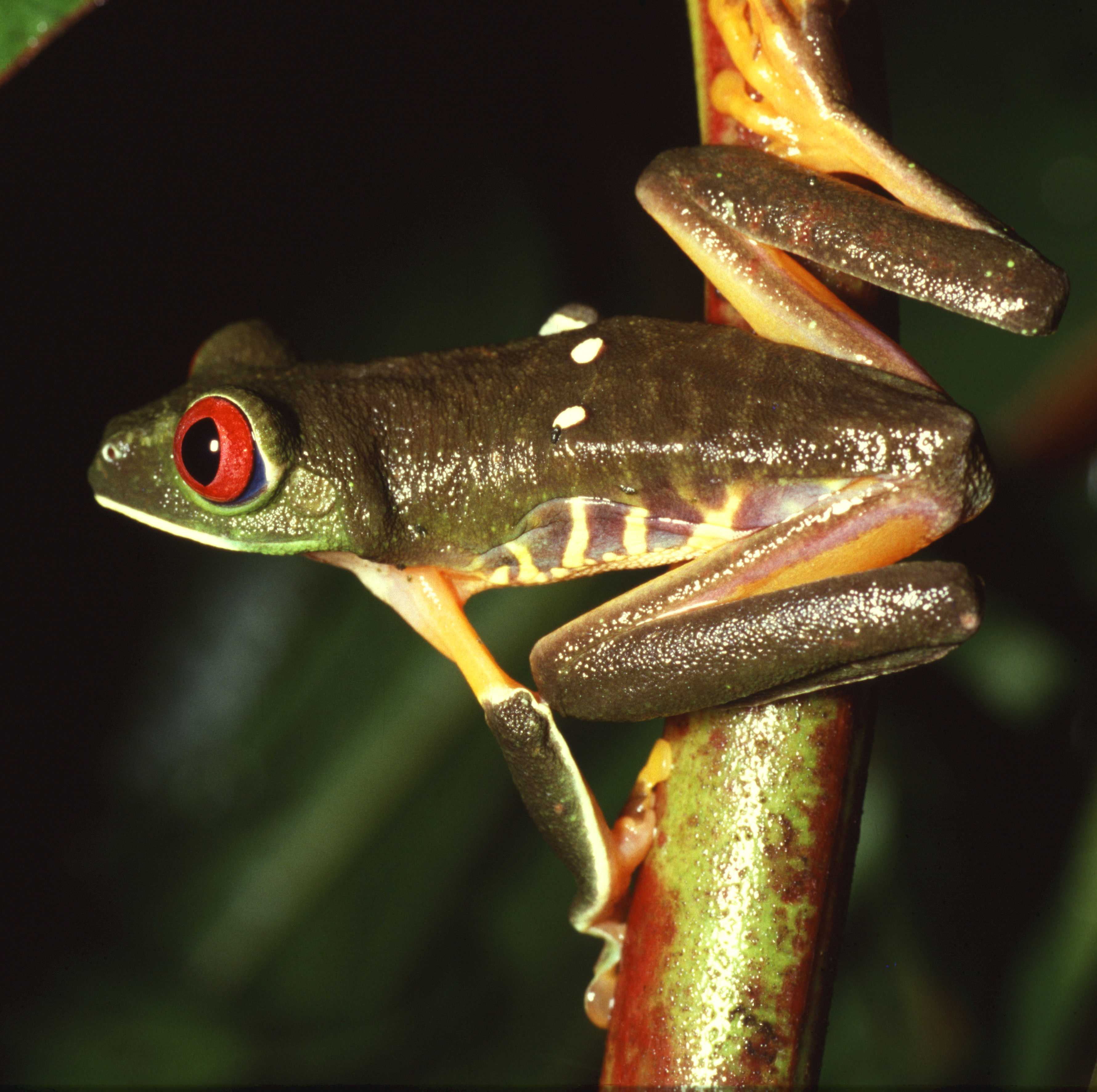
Grenouille aux yeux rouges, une espèce décrite par E. D. Cope en 1854

Il présente à dix-huit ans un article sur les Salamandridae à l'Academy of Natural Sciences de Philadelphie où il décrit deux nouvelles espèces et propose des modifications dans la classification de cette famille.
Cope obtient de son père l'autorisation de faire ses études à l'université de Pennsylvanie, en 1860-1861, pour y étudier notamment l'anatomie comparative sous la direction du paléontologue Joseph Leidy (1823-1891). Ce sera d'ailleurs, la seule formation académique que recevra Cope durant sa vie. Constatant que son fils n'optera jamais pour la ferme familiale, il l'autorise à continuer à recevoir une formation par correspondance. Durant la guerre de Sécession, il devient le protégé de Spencer Fullerton Baird (1823-1887).
De 1863 à 1864, il voyage en Europe et rencontre les plus grands spécialistes de l'anatomie comparée ou herpétologistes de son temps comme John Edward Gray (1800-1875) et Albert Günther (1830-1914) au British Museum de Londres, Hermann Schlegel (1804-1884) à Leyde, Carl von Siebold (1804-1885) et le prince Maximilian zu Wied-Neuwied (1782-1867) en Prusse et Giorgio Jan (1791-1866) à Milan. Il visite également les muséums de Vienne, Berlin et Paris.
À son retour il obtient la chaire d'histoire naturelle à Haverford College mais comme il ne dispose d'aucun diplôme, la direction d'Haverford lui en attribue un honoraire en 1864. Parallèlement à cette fonction, il occupe le poste de conservateur d'herpétologie à l'Academy of Natural Sciences en 1865. Tout en continuant à faire paraître des articles sur les reptiles et les amphibiens, il fait paraître son premier article de paléontologie en 1865. Il se spécialise alors sur les fossiles de vertébrés américains. De 1871 à 1877, il organise des campagnes de fouilles au Kansas pour y étudier la couche du Crétacé et au Wyoming, avec Samuel Garman et au Colorado pour celle du Tertiaire. Il participera, chaque année, à d'autres fouilles jusqu'en 1893 et passe près de huit mois par an sur le terrain. Il ne se contente pas de faire des prélèvements dans la nature de spécimens, vivants ou fossiles, il observe également l'herpétofaune dans son environnement naturel et est l'un des premiers scientifiques à le faire aussi systématiquement.
Son père meurt en 1875 et lui lègue une fortune estimée à plus d'un quart de millions de dollars de l'époque. Cela lui permet de se consacrer pleinement à la recherche scientifique et de financer l'enrichissement de ses collections. En 1878, il devient l'un des propriétaires de la revue American Naturalist. En moins de deux ans, Cope perd l'essentiel de son argent à cause de mauvais investissements dans des mines d'argent au Mexique.
En 1886, Cope, qui finance lui-même une grande partie de ses recherches, notamment lors de ses expéditions, est au bord de la faillite. En 1889, il est nommé professeur de géologie et de paléontologie à l'université de Pennsylvanie et, en 1895, il reçoit la chaire de zoologie et d'anatomie comparée où il succède à Joseph Leidy, son ancien professeur.

## Travaux

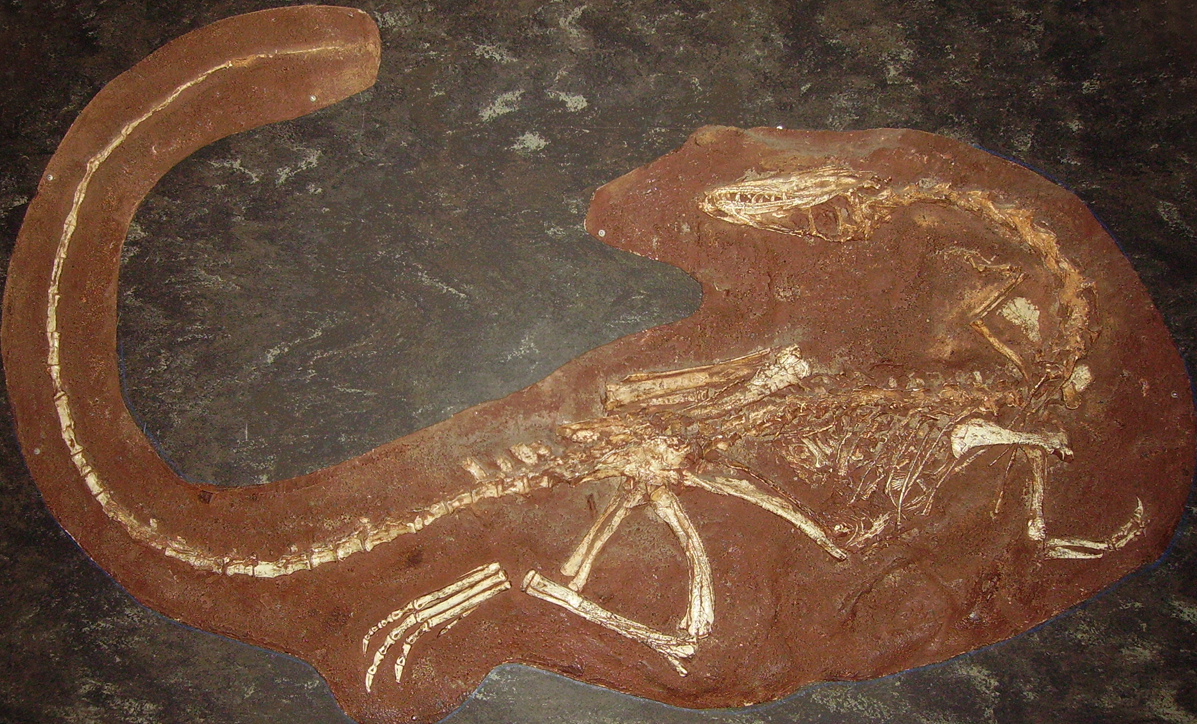
Fossile de Coelophysis

C'est un militant actif du néolamarckisme et publie sur le sujet de nombreux articles. Il reçoit de nombreux honneurs durant sa vie : il est élu à l'Académie des sciences des États-Unis en 1873 et obtient la présidence de la plus importante société savante du pays, l'American Association for the Advancement of Science en 1896.
Il est l'auteur de plus de 1 000 nouvelles espèces et plus de 500 genres, la plupart concernant des vertébrés fossiles. Parmi ceux-ci, figurent certains des plus anciens mammifères connus qu'il a découverts dans le Nouveau-Mexique et 56 espèces de dinosaures, dont le Camarasaurus et le Coelophysis. Auteur prolifique, il a fait paraître près de 1 400 articles scientifiques ainsi que de nombreux livres.
Cope est également célèbre pour sa rivalité extrême avec le paléontologue Othniel Charles Marsh (1831-1899), rivalisant pour découvrir de nouveaux dinosaures de plus en plus gros et s'autorisant tous les coups, même les plus bas. Cette rivalité a été baptisée aux États-Unis, la Bone Wars ou guerre des os.

## Opinions politiques
Les opinions de Cope sur les races humaines et le sexe ont été influencées par les travaux de Jean-Baptiste de Lamarck, qui posaient les personnes d'ascendance européenne comme plus évoluées que les races non-blanches. Partisan de la hiérarchie des races, il défend la supériorité des Indo-Européens, et l'idée que « si une race n'est pas blanche, elle est intrinsèquement plus simiesque ». Bien qu'issu d'une famille de Quakers, opposés à l'esclavage, il considère que les Noirs américains ont des « vices dégradants », et que ces « nègres inférieurs doivent retourner en Afrique ».
Cope était opposé à la vision moderne des droits des femmes, partisan du rôle protecteur du mari ; il était opposé au suffrage féminin, estimant qu'elles seraient indûment influencées par leurs maris et que cela entraînerait une régression de la race, les femmes adoptant des attributs plus « masculins ».

## Hommages et critiques
En 1913, le scientifique américain John Treadwell Nichols crée Copeia, la revue officielle d'ichtyologie et d'herpétologie, et dont le nom fait référence à Edward Cope. 
Certaines positions d'Edward Cope sont aujourd'hui jugées racistes et misogynes. En 2021, à la demande de membres de la Société américaine des ichtyologistes et des herpétologistes, la revue Copeia est renommée Ichthyology & Herpetology, afin de ne plus rendre hommage à Edward Cope, critiqué pour ses positions jugées racistes et misogynes.

## Publications
Il s'agit d'une liste partielle.
- On the method of creation of organic types. M'Calla & Stavely, Philadelphia 1871.
- Collected papers in geology and paleontology. 1873-97.
- On some of Prof. Marsh's criticisms. 1873.
- On the short-footed Ungulata of the Eocene of Wyoming. Philadelphia 1873.
- 1873 : A contribution to the ichthyology of Alaska. Proc. Am. Philos. Soc., v. 13 : 24–32.
- Sketch of the zoology of Ohio. Philadelphia 1873.
- 1874 : On the Plagopterinae and the ichthyology of Utah, s.l. – exemplaire numérique sur American Libraries.
- On the geologic age of the vertebrate fauna of the Eocene of New Mexico. 1876.
- (en) E.D. Cope, « The Suessonian fauna in North America », The american naturalist, vol. XI, no 2,‎ février 1877, p. 95-99 (ISSN 0003-0147, lire en ligne)
- On a carnivorous Dinosaurian from the Dakota beds of Gold. 1877.
- On the effects of impacts and strains on the feet of Mammalia. Philadelphia 1881.
- 1883 : On the contents of a bone cave in the island of Anguilla (West Indies), Smithsonian Institution (Washington) – exemplaire numérique sur American Libraries.
- The origin of the fittest. Macmillan & Appleton, London, New York 1887.
- 1897 : Theology of evolution : a lecture Arnold (Philadelphie) – exemplaire numérique sur Canadian Libraries.
- 1896 : The primary factors of organic evolution. Open Court, Chicago, Londres – exemplaire numérique sur Biodiversity Heritage Library (édition de 1904).
- Syllabus of lectures on the Vertebrata. Philadelphia 1898 p. m.
- The crocodilians, lizards and snakes of North America. Washington 1900 p. m.